# 9305 Hazard
9305 Hazard è un asteroide della fascia principale. Scoperto nel 1986, presenta un'orbita caratterizzata da un semiasse maggiore pari a 2,1640679 UA e da un'eccentricità di 0,1749657, inclinata di 3,70478° rispetto all'eclittica.